# Hát Klây duê
Hát Klei duê là một làn điệu hay lối nói vần của người Êđê, người hát theo lối vần một mình. Thường được dùng khi người con trai muốn tỏ tình với người bạn gái, cô gái ngồi nghe; không có nhạc cụ đi kèm. Hát vần bằng tiếng Êđê chưa được dịch sang tiếng Việt nhiều. Hiện tại điệu hát này đang này càng mai một dần.